# Marthe Brandès

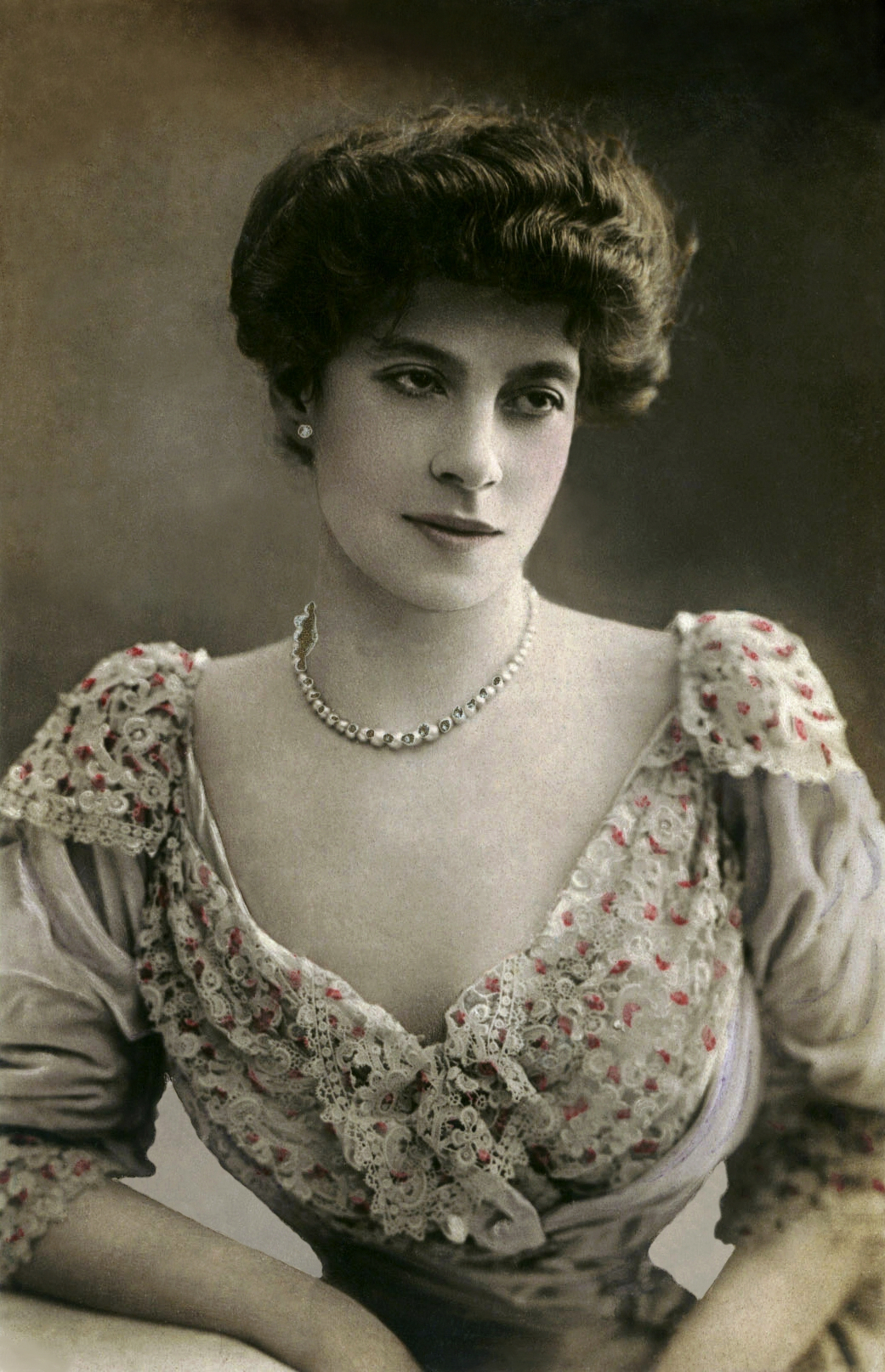
Marthe Brandès

Marthe Joséphine Brandès (född Brunschwig), född 31 januari 1862 och död 1930, var en fransk skådespelerska.
Brandès genomgick konservatoriet i Paris, debuterade på Théâtre du vaudeville, och var 1887–1890 och 1893–1907 anställd vid Théâtre français, där hon från 1896 var societär. Hon spelade därefter vid olika boulevardteatrar. 